# Pagurus marshi
Pagurus marshi is een tienpotigensoort uit de familie van de Paguridae. De wetenschappelijke naam van de soort is voor het eerst geldig gepubliceerd in 1901 door Benedict.